# A visão de Santo António de Pádua (Murillo)
A visão de Santo António de Pádua é uma obra do pintor Bartolomé Esteban Murillo, realizada em 1656 para a Catedral de Sevilha,  fazendo parte do retábulo da Capela Batismal da Catedral, onde também se encontra o Batismo de Cristo, do mesmo autor.

## História

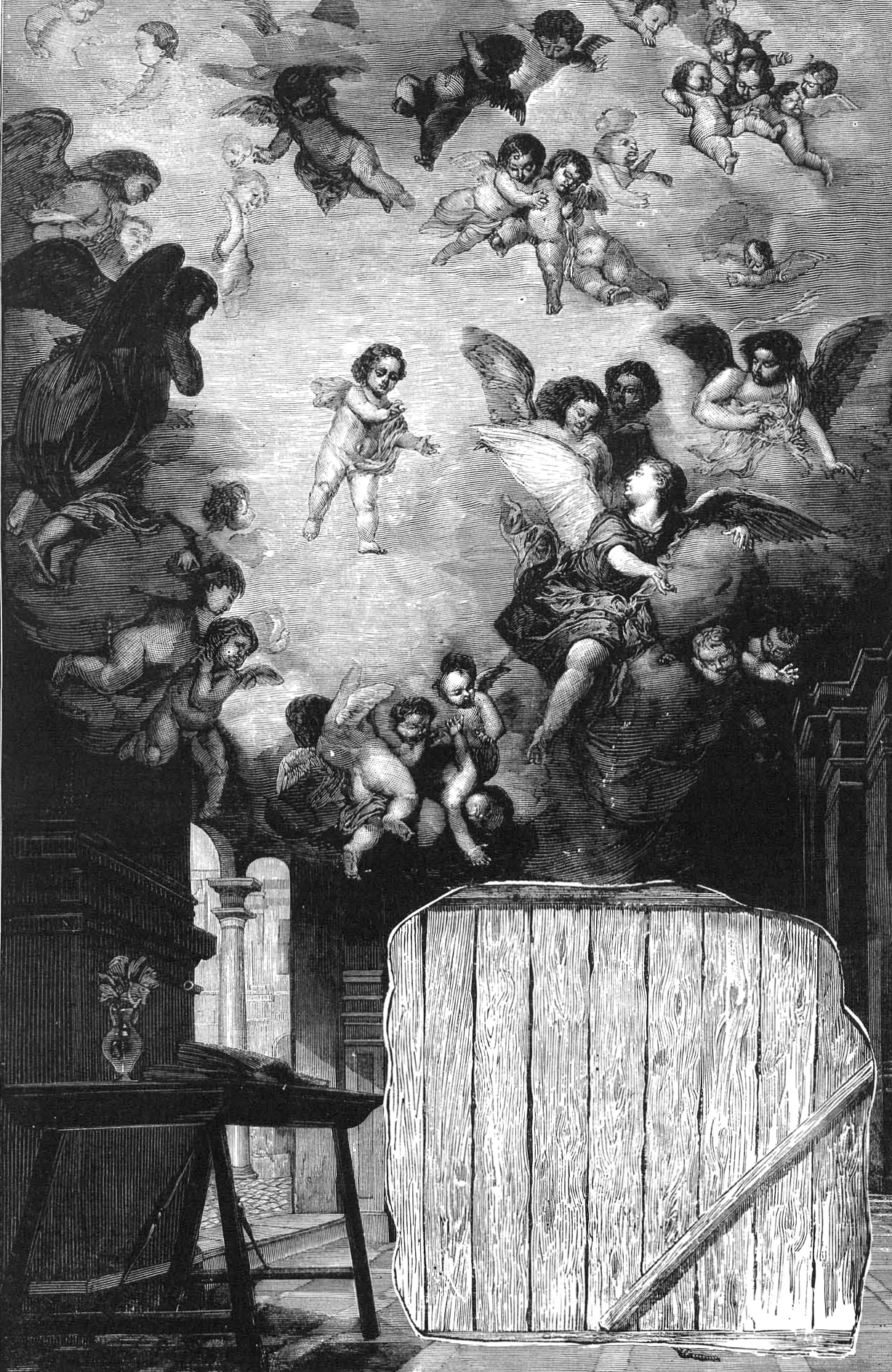
O quadro da visão de Santo António depois de ter sido vandalizado. Ilustração gravada em madeira. A Ilustração Espanhola e Americana, 15 de novembro de 1874,, n.º 42, p. 665.

A visão de Santo António de Pádua (conhecido como Santo António de Lisboa em Portugal) foi encomendado pelo cabido da catedral, em outubro de 1656, para decorar o altar da capela de Santo António, utilizada então para realizar batizados. Foi colocado num retábulo, obra de Bernardo Simón de Pineda. Seguindo a tradição de Herrera, o Velho, Murillo criou um quadro grande para uma capela pequena.
 
Durante a ocupação francesa de Sevilla, no âmbito da invasão napoleónica, o tesouro da catedral de Sevilha foi objeto de confiscação pelas tropas do marechal francês Soult. Inicialmente, os franceses pretendiam levar a Visão de Santo António de Pádua, mas o cabido propôs trocá-la pelo Nascimento da Virgen e a obra permaneceu na capela de Santo António.
Em novembro de 1874, um ladrão recortou o quadro, e levou a figura do santo. O retângulo roubado foi parar a Nova Iorque, onde um antiquário o vendeu a William Scheams, que, depois de saber a sua proveniência, o entregou à Embaixada de Espanha sem encargos. O santo foi devolvido à catedral em 1875 e o quadro foi restaurado em 1876 por Salvador Martínez Cubellssob responsabilidade da Real Academia de Belas Artes de San Fernando de Madrid.

## Análise
O santo foi representado numa sala, onde estava a ler sobre uma austera mesa quando foi surpreendido pela visita do Menino Jesus, rodeado de anjos — símbolos de pureza. Santo António interrompe as suas tarefas e ajoelha-se ante a visão. A luz que emana da sagrada figura alumia toda a cena.
A porta à esquerda da sala permite apreciar alguns detalhes arquitetónicos, especialmente uma coluna que se encontra na divisão ao lado. Murillo consegue, desta forma, um excelente efeito de iluminação, como nos melhores quadros de Diego Velázquez. Várias figuras apenas esboçadas acentuam a teatralidade barroca que marca quase todas as obras do altar, tal como nas telas de Rubens, Herrera o Mozo e Van Dyck.
A composição é equilibrada pelo jogo das luzes, muito bem estruturado, e pela utilização de uma gama de cores coerente. O estilo próprio de Murillo, mais naturalista e com menos claroscuro — herança de Francisco de Zurbarán e de outros da sua geração — ressalta nesta obra.